# Eliminatórias para o Campeonato Africano das Nações de 2023 – Grupo I
O Grupo I das Eliminatórias para o Campeonato Africano das Nações de 2023 foi um dos doze grupos que definiram as equipes que se classificaram para o Campeonato Africano das Nações de 2023. Participaram quatro seleções: Gabão, Mauritânia, RD Congo e Sudão.
As equipes jogaram uma contra a outra no formato todos contra todos entre julho de 2022 e setembro de 2023.

## Classificação
| Pos | Equipe     | Pts | J | V | E | D | GP | GC | SG | Classificado                           |     | COD | MTN | GAB | SDN |
| --- | ---------- | --- | - | - | - | - | -- | -- | -- | -------------------------------------- | --- | --- | --- | --- | --- |
| 1   | RD Congo   | 12  | 6 | 4 | 0 | 2 | 11 | 4  | +7 | Campeonato Africano das Nações de 2023 |     | —   | 3–1 | 0–1 | 2–0 |
| 2   | Mauritânia | 10  | 6 | 3 | 1 | 2 | 9  | 7  | +2 | Campeonato Africano das Nações de 2023 |     | 0–3 | —   | 2–1 | 3–0 |
| 3   | Gabão      | 7   | 6 | 2 | 1 | 3 | 3  | 5  | −2 |                                        |     | 0–2 | 0–0 | —   | 1–0 |
| 4   | Sudão      | 6   | 6 | 2 | 0 | 4 | 3  | 10 | −7 |                                        | 2–1 | 0–3 | 1–0 | —   |     |

1. ↑  A CAF concedeu à RD Congo uma vitória por 3-0 como resultado da Mauritânia ter colocado em campo o jogador inelegível Khadim Diaw, depois que a partida terminou com um empate em 1-1. Diaw não seguiu o procedimento adequado para trocar de seleção nacional depois de representar anteriormente a Senegal durante a Eliminatórias para o Campeonato Africano das Nações de 2021.[2]

## Partidas
| 4 de junho de 2022 | Mauritânia                          | 3 – 0     | Sudão | Estádio Olímpico de Nuakchot, Nuaquexote |
| 19:00 (UTC+0)      | Kamara 27' (pen), 30' · Mahmoud 77' | Relatório |       | Árbitro: CPV Fabricio Duarte             |

| 4 de junho de 2022 | RD Congo | 0 – 1     | Gabão       | Estádio dos Mártires de Pentecostes, Quinxassa |
| 21:00 (UTC+1)      |          | Relatório | Babicka 23' | Árbitro: SEY Bernard Camille                   |

| 8 de junho de 2022 | Gabão | 0 – 0     | Mauritânia | Estádio de Franceville, Franceville |
| 17:00 (UTC+1)      |       | Relatório |            | Árbitro: COG Messie Nkounkou        |

| 8 de junho de 2022 | Sudão                           | 2 – 1     | RD Congo      | Estádio Al-Hilal, Ondurmã |
| 21:00 (UTC+2)      | Al-Shoala 16' · Abdelrahman 86' | Relatório | Bolingi 90+3' | Árbitro: BOT Joshua Bondo |

| 23 de março de 2023 | Gabão     | 1 – 0     | Sudão | Estádio de Franceville, Franceville |
| 20:00 (UTC+1)       | Palun 71' | Relatório |       | Árbitro: TUN Haythem Guirat         |

| 24 de março de 2023 | RD Congo                               | 3 – 1     | Mauritânia | Estádio de Japoma, Duala (Camarões) |
| 17:00 (UTC+1)       | Kakuta 37' · Bakambu 42' · Masuaku 67' | Relatório | Abeid 55'  | Árbitro: RSA Abongile Tom           |

| 27 de março de 2023 | Sudão    | 1 – 0     | Gabão | Estádio Al-Hilal, Ondurmã           |
| 18:00 (UTC+2)       | Kome 67' | Relatório |       | Árbitro: ALG Brahim El Hamlaoui Ali |

| 29 de março de 2023 | Mauritânia | 0 – 3 Concedido | RD Congo   | Estádio Cheikha Ould Boïdiya, Nuaquexote |
| 22:00 (UTC+0)       | Soueid 57' | Relatório       | Bakambu 9' | Árbitro: TUN Sadok Selmi                 |

| 19 de junho de 2023 | Gabão | 0 – 2     | RD Congo                  | Estádio de Franceville, Franceville |
| 18:00 (UTC+1)       |       | Relatório | Tshibola 34' · Mayele 83' | Árbitro: EGY Amin Omar              |

| 20 de junho de 2023 | Sudão | 0 – 3     | Mauritânia                           | Grande Estádio de Agadir, Agadir, (Marrocos) |
| 19:00 (UTC+1)       |       | Relatório | El Abd 26' · Houbeib 49' · Tanjy 55' | Árbitro: LBY Ibrahim Mutaz                   |

| 9 de setembro de 2023 | Mauritânia             | 2 – 1     | Gabão | Estádio Cheikha Ould Boïdiya, Nuaquexote |
| 16:00 (UTC+0)         | Tanjy 30' · Kamara 42' | Relatório |       | Árbitro: ALG Mustapha Ghorbal            |

| 9 de setembro de 2023 | RD Congo                 | 2 – 0     | Sudão | Estádio dos Mártires de Pentecostes, Quinxassa |
| 17:00 (UTC+1)         | Bongonda 8' · Mayele 87' | Relatório |       | Árbitro: MAR Samir Guezzaz                     |